# Station Bussum Zuid
Station Bussum Zuid is een spoorwegstation in Bussum, gelegen aan de trajecten Amsterdam-Amersfoort en Weesp-Utrecht.
De halte, een van de eerste stations met een P+R-functie, werd geopend op 22 mei 1966, ongeveer naast de in 1912 gesloten stopplaats Grintweg Bussum - Hilversum. Het in 1971 geopende stationsgebouw, van het type sextant, heeft lange tijd leeggestaan, maar in 2015 kwam er een koffiekiosk in, alsmede een verhuurpunt van OV-fiets.
De perrons zijn verbonden door een traverse met lift die in 2015 werd geplaatst. De oorspronkelijke brug bevond zich op de kop van het station en was een eenvoudige houten loopbrug.

## Treinverbindingen
De volgende treinseries stoppen te Bussum Zuid:
| Serie | Treinsoort    | Route | Bijzonderheden                                                                                     |
| ----- | ------------- | --- | -------------------------------------------------------------------------------------------------- |
| 5700  | Sprinter (NS) | Utrecht Centraal – Hilversum – Bussum Zuid – Weesp – Amsterdam Zuid – Schiphol Airport – Hoofddorp – Leiden Centraal | Rijdt niet na 20:00 uur. Rijdt vrijdag en in het weekend niet tussen Hoofddorp en Leiden Centraal. |
| 5800  | Sprinter (NS) | Amersfoort Vathorst – Amersfoort Centraal – Hilversum – Bussum Zuid – Weesp – Amsterdam Centraal                     | Rijdt in de vroege ochtend en na 22:30 uur niet tussen Amersfoort Vathorst en Amersfoort Centraal. |

Na de heringebruikname van station Hilversum als intercitystation in december 2007 werd de sneltreinserie 5800 (Amsterdam Centraal - Amersfoort) vervangen door een sprinter, waardoor er viermaal per uur treinen stoppen op Bussum Zuid, in beide richtingen (Hilversum enerzijds en Naarden-Bussum/Weesp anderzijds).

## Busverbindingen
Bij het station ligt een gelijknamige bushalte met afzonderlijke haltehavens waar de volgende buslijn stopt:
| Lijn | Vervoerder | Route                                                                                   | Bijzonderheden |
| ---- | ---------- | --------------------------------------------------------------------------------------- | -------------- |
| 109  | Transdev   | Bussum, Station - Bussum, Station Zuid - Huizen, Crailo P+R - Laren - Eemnes, Braadkamp |                |

## Parkeerterrein
Het parkeerterrein naast het station is in gebruik als P+R-terrein.

## Afbeeldingen

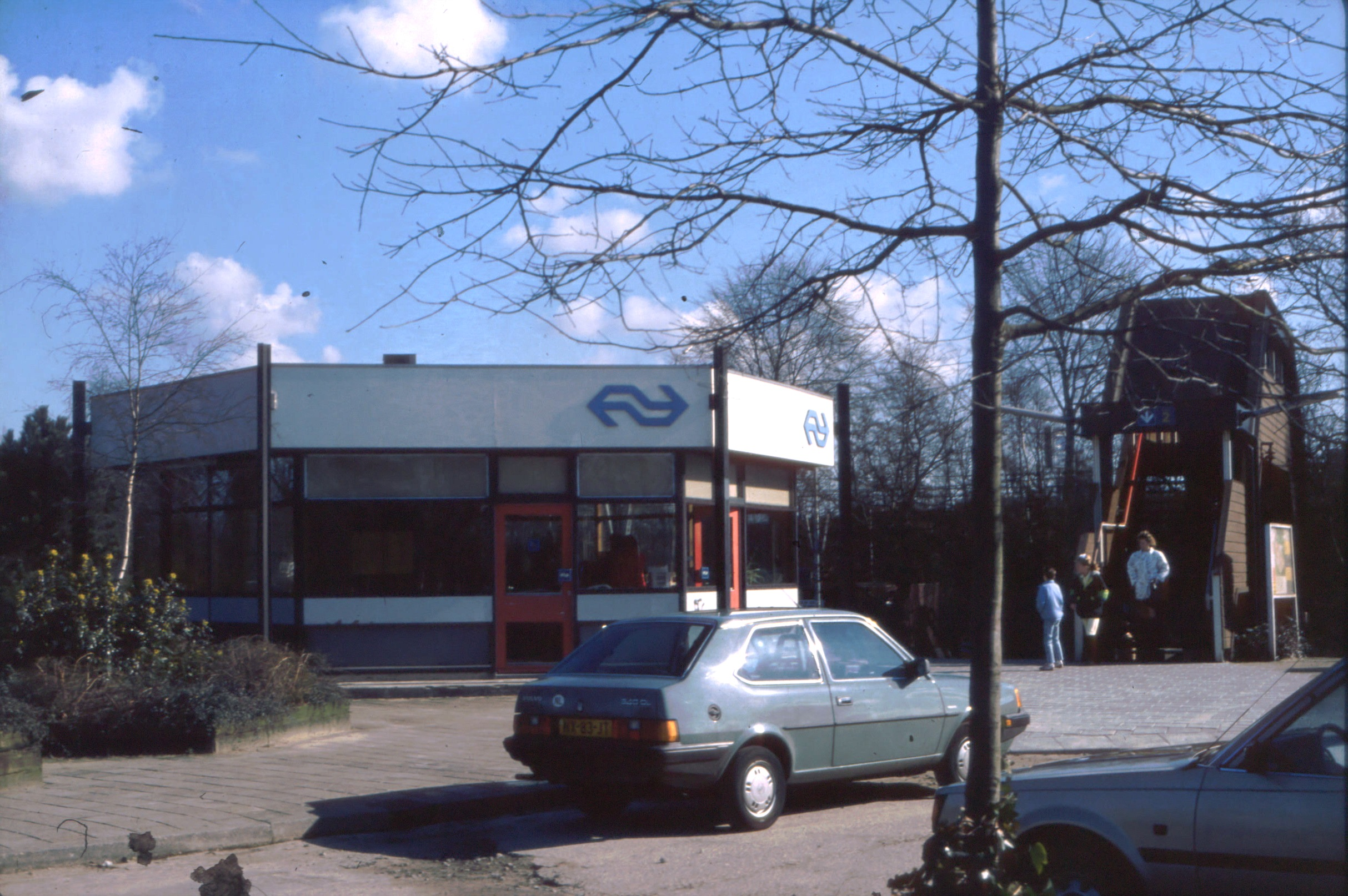
Sextant in 1989
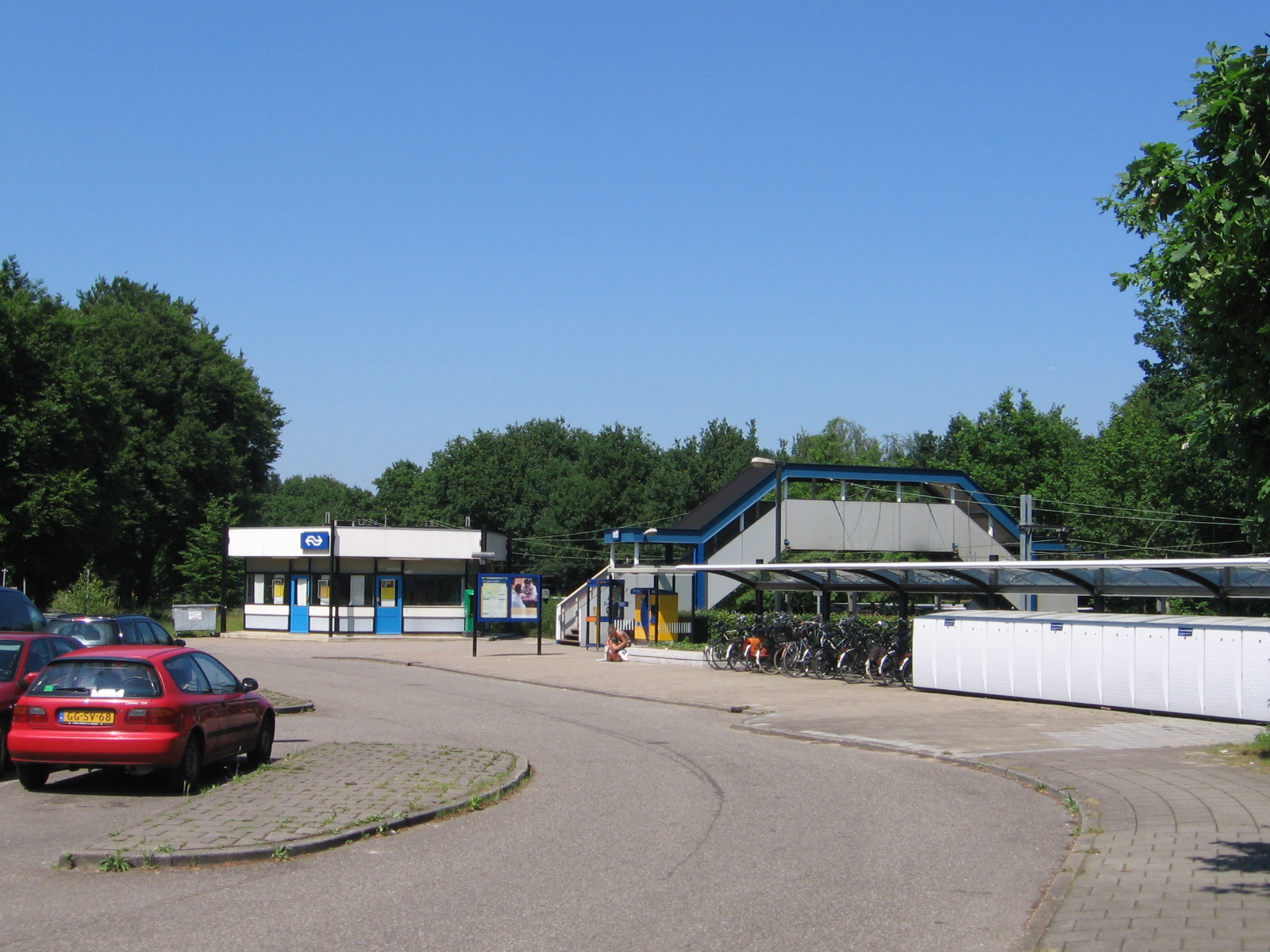
Parkeerterrein station Bussum Zuid
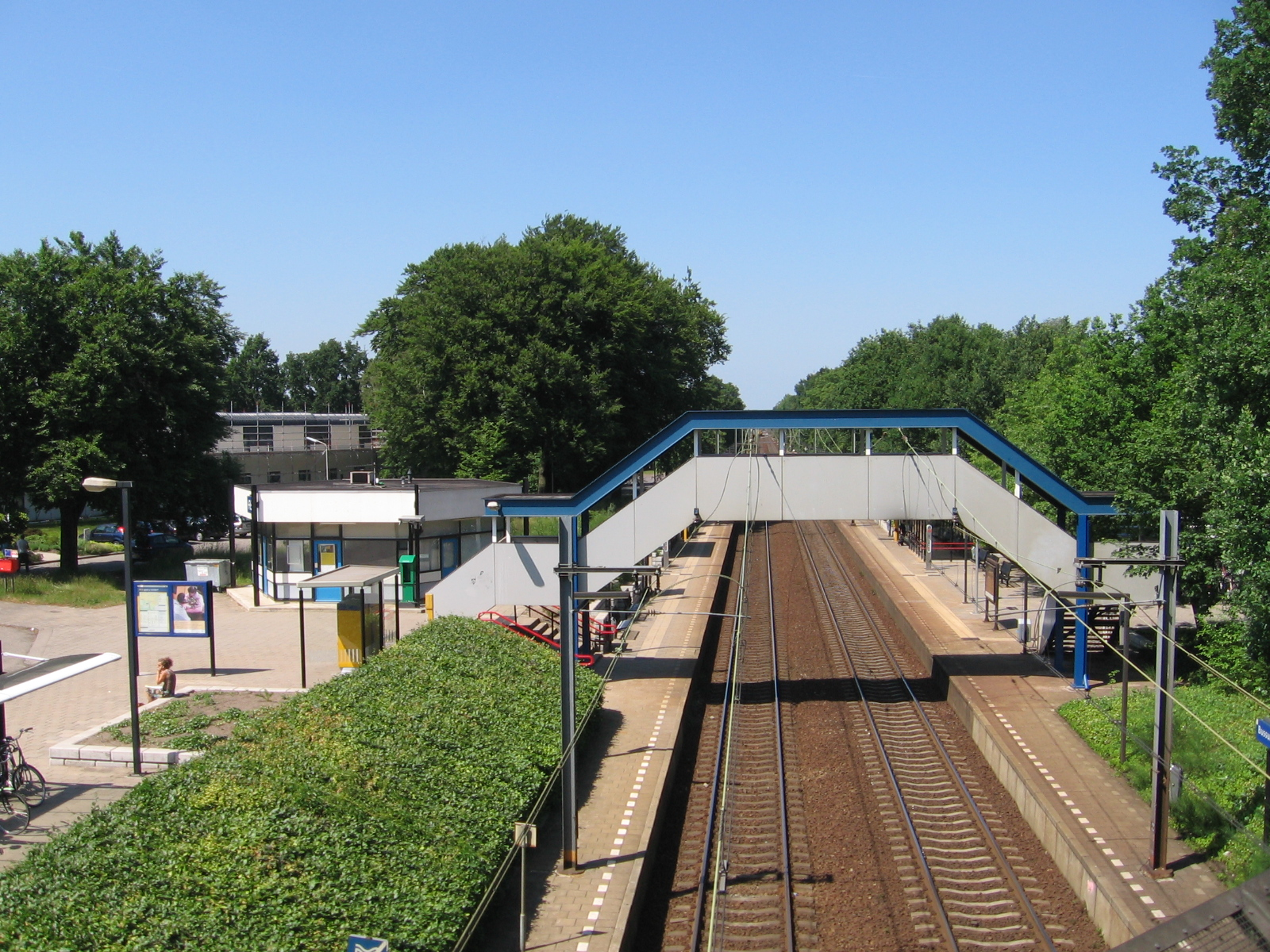
Situatie in 2006, met de oude loopbrug
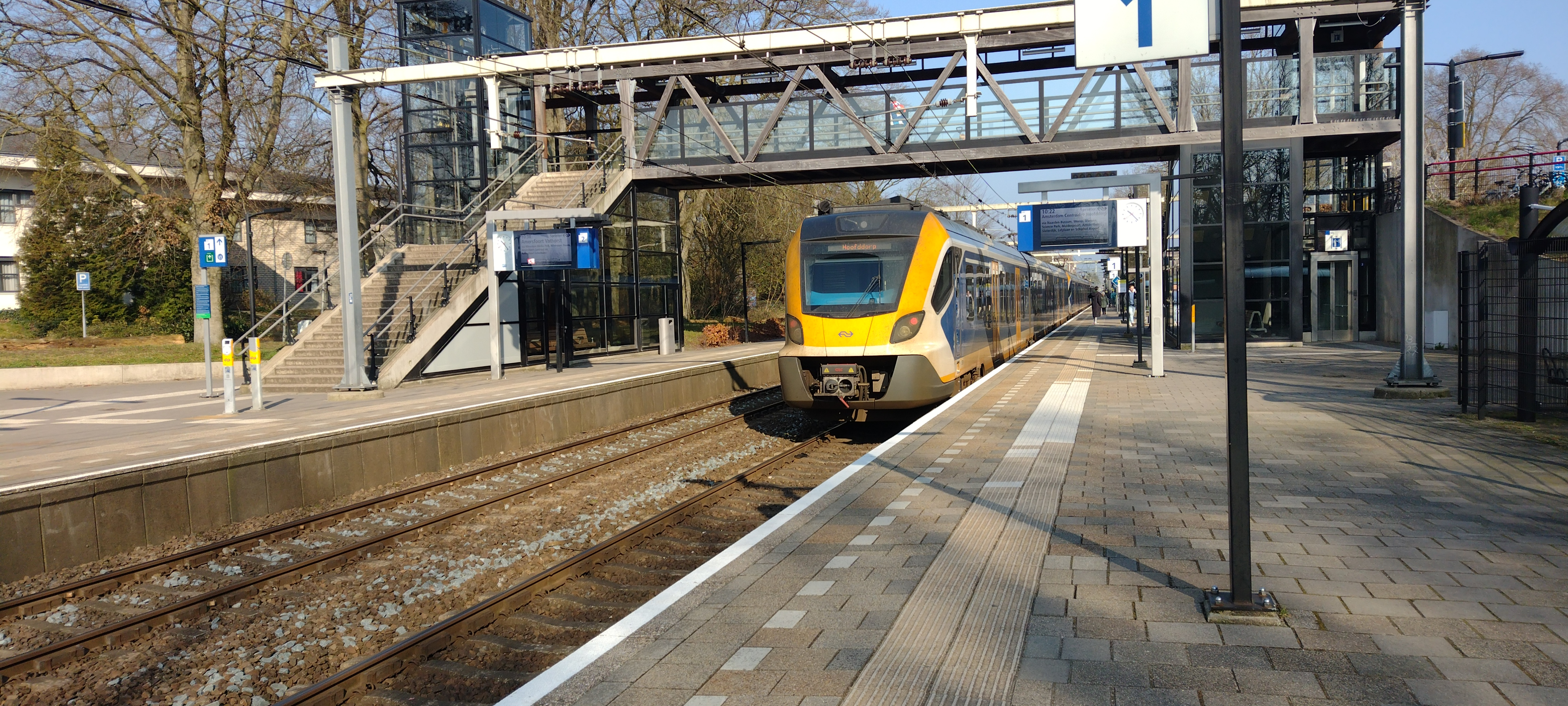
SNG op het station
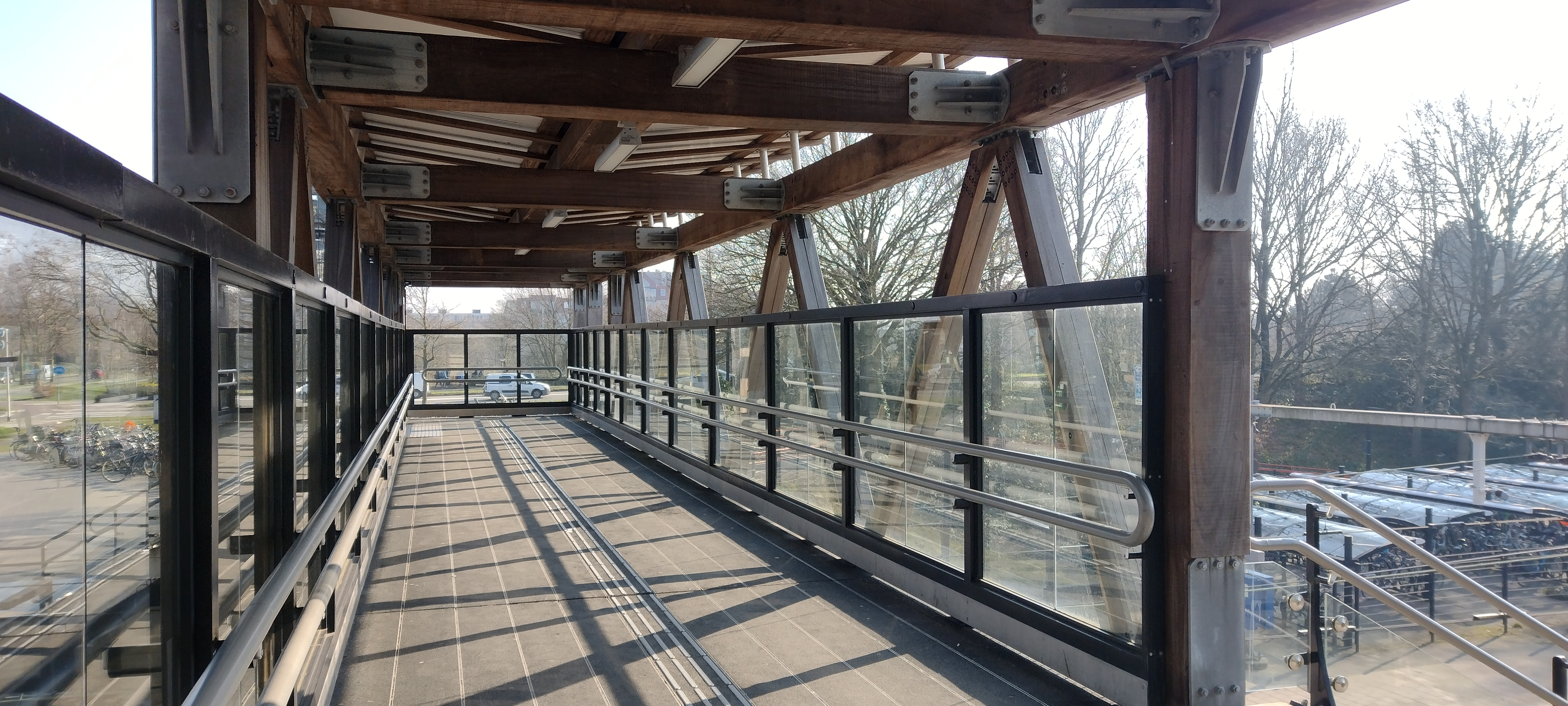
Loopbrug

## Ontwikkeling aantal reizigers
Het aantal door NS vervoerde reizigers (per gemiddelde werkdag) ontwikkelde zich sedert 2019 als volgt:
| Jaar | Aantal reizigers |
| ---- | ---------------- |
| 2019 | 4.675            |
| 2020 | 2.080            |
| 2021 | 2.258            |
| 2022 | 3.129            |
| 2023 | 3.700            |
| 2024 | 3.684            |

0: Amsterdam Centraal ·
1: Oosterdok ·
2: Kattenburgerbrug ·
3: Sint Anthoniedijk ·
4: Amsterdam Muiderpoort ·
5: Amsterdam Science Park ·
7: Diemen (Diemerbrug) ·
8: Overweg langs de Diemen ·
13: Weesp ·
18: Keverdijksche Weg ·
22: Naarden-Bussum ·
23: Heerenstraat ·
24: Bussum Zuid ·
24: Grintweg Bussum - Hilversum ·
26: Kraailooschenweg ·
27: Hilversum Media Park ·
28: Hilversum ·
32: Zwarte Weg ·
36: Baarn ·
40: Groote Melmweg ·
45: Amersfoort Centraal ·
51: Hoevelaken ·
55: Terschuur ·
61: Barneveld-Voorthuizen ·
68: Stroe ·
75: Kootwijk ·
78: Assel ·
88: Apeldoorn ·
91: Apeldoorn De Maten ·
97: Klarenbeek ·
101: Voorst-Empe ·
104: Hoven ·
106: Zutphen
Alkmaar ·
-Noord ·
Amsterdam:
-Amstel ·
-ArenA ·
-Bijlmer ArenA · 
-Centraal ·
-Holendrecht ·
-Lelylaan ·
-Muiderpoort ·
-RAI ·
-Science Park ·
-Sloterdijk ·
-Zuid ·
Anna Paulowna ·
Beverwijk ·
Bloemendaal ·
Bovenkarspel:
-Flora ·
-Grootebroek ·
Bussum Zuid ·
Castricum ·
Den Helder ·
-Zuid ·
Diemen ·
-Zuid ·
Driehuis ·
Duivendrecht ·
Enkhuizen ·
Haarlem ·
-Spaarnwoude ·
Halfweg-Zwanenburg ·
Heemskerk ·
Heemstede-Aerdenhout ·
Heerhugowaard ·
Heiloo ·
Hilversum ·
-Media Park ·
-Sportpark ·
Hollandsche Rading ·
Hoofddorp ·
Hoogkarspel ·
Hoorn ·
-Kersenboogerd ·
Koog aan de Zaan ·
Krommenie-Assendelft ·
Naarden-Bussum ·
Nieuw Vennep ·
Obdam ·
Overveen ·
Purmerend ·
-Overwhere ·
-Weidevenne ·
Santpoort:
-Noord ·
-Zuid ·
Schagen ·
Schiphol Airport ·
Uitgeest ·
Weesp ·
Wormerveer ·
Zaandam ·
-Kogerveld ·
Zaandijk Zaanse Schans ·
Zandvoort aan Zee
Stations van de Museumstoomtram Hoorn-Medemblik:
Tramstation Hoorn · 
Zwaag ·
Wognum-Nibbixwoud ·
Twisk ·
Opperdoes ·
Medemblik
Voormalige stations: zie de lijst van voormalige spoorwegstations in Noord-Holland